# Aldo Kamper
Aldo Kamper (* 4. Juni 1970 in Leidschendam) ist ein niederländischer Manager.
Kamper studierte von 1988 bis 1994 in Maastricht und Trier Betriebswirtschaft.
1994 begann er bei Osram zu arbeiten. Er erwarb zwischen 1997 und 1999 einen Master of Business Administration an der Stanford Graduate School of Business. Danach war er bei Osram Opto Semiconductors für die LEDs im Automobilbereich zuständig. Ab 2006 führte er das Specialty-Lighting-Geschäft von Osram Sylvania in den USA. 2010 wurde er zum Chef von Osram Opto Semiconductors in Regensburg.
Am 14. März 2018 teilte die Leoni AG mit, dass er spätestens ab 1. Oktober 2018 Vorstandsvorsitzender werden soll. Seit 1. September 2018 war er Vorstandsvorsitzender der Leoni AG.
Am 30. Januar 2023 teilte die ams-Osram AG mit, dass der Vorstandsvorsitz von Alexander Everke im Laufe des Frühjahrs 2023 an Aldo Kamper übergeben wird. Am gleichen Tag wurde Aldo Kamper vom Aufsichtsrat von ams OSRAM  zum Vorsitzenden des Vorstands und CEO bestellt. Mit April 2023 übernahm Aldo Kamper offiziell die Position als Vorstandsvorsitzender.